# سيلوين فاتو
سيلوين فاتو (13 يونيو 1998 بفانواتو - ) هو لاعب كرة قدم فانواتي في مركز الدفاع.

## وصلات خارجية
- سيلوين فاتو على موقع الاتحاد الدولي (مؤرشف)  (الإنجليزية)
- سيلوين فاتو على موقع قاعدة بيانات كرة القدم.إي يو (الإنجليزية)
- سيلوين فاتو على موقع ناشيونال فوتبول تيمز (الإنجليزية)
- سيلوين فاتو على موقع Soccerway.com (الإنجليزية)